# Lijst van overkoepelende clubs voor modelvliegsport
Dit is een lijst van overkoepelende clubs voor modelvliegsport.
Een overkoepelende club voor modelvliegsport is meestal als sportbond aangesloten bij de plaatselijke vertegenwoordiging van het Internationaal Olympisch Comité en de Fédération Aéronautique Internationale (FAI) en doet begeleiding m.b.t. wedstrijden en competities zoals de World Air Games.
| Naam                                               | Land                | Externe link                |
| -------------------------------------------------- | ------------------- | --------------------------- |
| Fédération Aéronautique Internationale             |                     | FAI                         |
| Federacion Argentina de Aeromodelismo              | Argentinië          | FAA                         |
| Österreichischer Aero Club                         | Oostenrijk          | öAEC                        |
| Model Aeronautical Association of Australia        | Australië           | MAAA ASAC                   |
| Vereniging voor Modelluchtvaartsport               | België              | VML                         |
| Association d'Aéromodélisme                        | België              | AAM                         |
| Belgische Modelluchtvaartliga                      | België              | BML                         |
| Model Aeronautics Association of Canada            | Canada              | MAACV                       |
| SMV/SFAM                                           | Zwitserland         | SMV/SFAM                    |
| DAeC Mudellflug Sportfachgruppe                    | Duitsland           | MIDD                        |
| Deutscher Modellfliegerverband eV                  | Duitsland           | DMF                         |
| RC-Unionen                                         | Denemarken          | RC DK                       |
| Fédération Française d'Aéromodélisme               | Frankrijk           | FFAM                        |
| Model Aeronautics Council of Ireland               | Ierland             | MACI                        |
| Federasi Aero Sport Indonesia Aeromodelling        | Indonesië           | AMOI                        |
| Federazione Italiana Aero Modellismo               | Italië              | FIAM                        |
| Federatie Limburgse Radio Controle Vliegers        | Nederland           | FLRCV                       |
| Koninklijke Nederlandse Vereniging voor Luchtvaart | Nederland           | KNVvL Modelvliegsport KNVvL |
| Modellflyseksjonen                                 | Noorwegen           | NLF                         |
| New Zealand Model Aeronautical Association         | Nieuw-Zeeland       | NZMAA                       |
| Federação Portuguesa de Aeromodelismo              | Portugal            | FPAM                        |
| Sveriges Modellflygförbund SMFF                    | Zweden              | MFF                         |
| Turkish Aeronautical Association                   | Turkije             | THK                         |
| British Model Flying Organisation                  | Verenigd Koninkrijk | BMFA                        |
| Academy of Model Aeronautics                       | Verenigde Staten    | AMA                         |
| South African Model Aircraft Association           | Zuid-Afrika         | SAMAA                       |